# Youth (Tinie Tempah)
Youth è il terzo album in studio del rapper britannico Tinie Tempah, pubblicato nel 2017.

## Tracce
1. Youth – 3:12
2. Not for the Radio (featuring MNEK) – 4:05
3. Lightwork – 3:44
4. Chasing Flies (featuring Nea) – 3:19
5. Mamacita – 3:39
6. Text from Your Ex (featuring Tinashe) – 3:25
7. Cameras (featuring David Stewart) – 4:02
8. If You Know (featuring Tiggs Da Author) – 3:39
9. Holy Moly – 2:41
10. Girls Like (featuring Zara Larsson) – 3:15
11. Something Special – 2:08
12. They Don't Know (featuring Kid Ink, Stefflon Don & AoD) – 3:36
13. So Close (featuring Guy Sebastian & Bugzy Malone) – 4:17
14. Find Me (featuring Jake Bugg) – 4:23
15. Rehab (featuring Tiggs Da Author) – 3:02
16. Shadows (featuring Bipolar Sunshine) – 2:58
17. Not Letting Go (featuring Jess Glynne) – 3:49